# 丽色斑䳍
，是䳍形目䳍科的一种鸟类。

## 特征
丽色斑䳍体重约619.27克，翼长约185.6毫米，嘴峰长约30.9毫米，喙宽度约7.3毫米，喙厚度约7.1毫米，跗蹠长约38.3毫米，尾长约66毫米。丽色斑䳍在其分布区内为留鸟，其栖息在半开放的草原环境中。食性为草食性。

## 亚种
- ：分布于秘鲁中部的高原（安卡什至阿普里马克）。
- ：分布于秘鲁东南部的安第斯山脉到玻利维亚和智利极北地区。
- ：分布于阿根廷西北部的安第斯山脉（胡胡伊和拉里奥哈）。[4]